# Lance Reddick
Lance Reddick (anglès americà: Lance Solomon Reddick)  (Baltimore, 7 de juny de 1962 - Studio City, 17 de març de 2023) fou un actor estatunidenc.
Format a Friends School of Baltimore quan era adolescent, va estudiar música al Peabody Preparatory Institute i un programa d'estiu aprenent teoria musical i composició a la Walden School. Reddick va estudiar composició de música clàssica a la Eastman School of Music de la Universitat de Rochester, on va obtenir una llicenciatura en música. Posteriorment es va traslladar a Boston, Massachusetts a la dècada de 1980. Reddick va assistir a la Yale School of Drama a principis de la dècada de 1990, rebent un màster en Belles Arts el 1994.
En la seva trajectòria com a actor fou conegut per títols com The Wire, Resident Evil, John Wick, Horizon Zero Dawn, entre d'altres, adquirint una gran popularitat, precisament, amb el paper de Cedrick Daniels a la sèrie The Wire (HBO), on va participar en fins a cinc temporades. Al terreny de la ficció, també va formar part del repartiment de Perdidos, Fringe o Bosch. A més, va interpretar Albert Wesker en l'adaptació que va fer Netflix de 'Resident Evil', basada en els videojocs de Capcom. També per a HBO va actuar a la sèrie carcerària Oz, una ficció que va tenir molt bona acollida i sis temporades. A la trajectòria de l'actor a la gran pantalla destaca el seu paper a la saga 'John Wick', en què va donar vida a Caront; o en films com 'Objectiu: Washington D.C.' o 'Godzilla vs. Kong', entre les més destacades.